# Барон Кланморрис

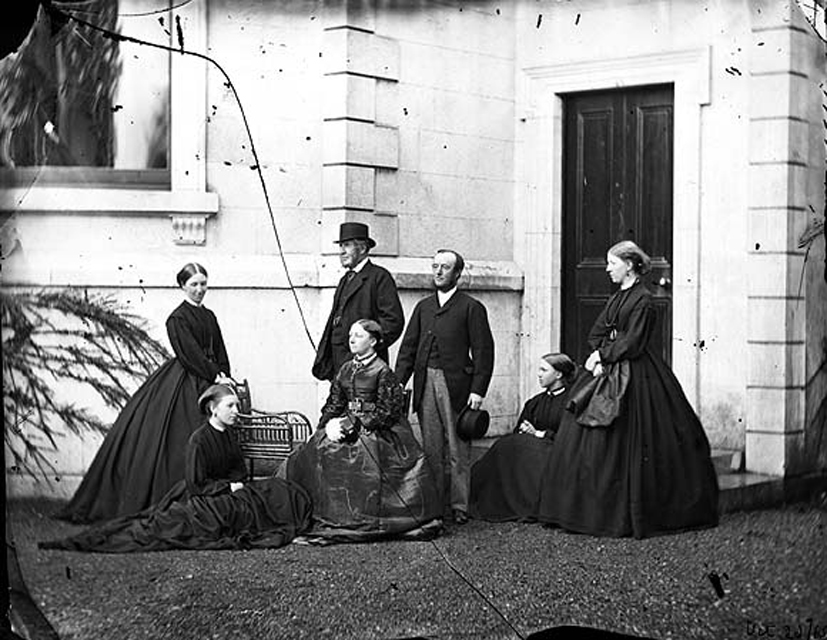
5-й барон Кланморрис с женой и семьёй, фото Роберта Диллона, 3-го барона Клонброка

Барон Кланморрис из Ньюбрука в графстве Мейо — наследственный титул в системе Пэрства Ирландии. Он был создан 31 июля 1800 года для Джона Бингэма (1762—1829). Ранее он заседал в Ирландской Палате общин от Туама (1798—1800). Джон Бингэм был потомком Джона Бингэма из Фоксфорда в графства Мейо, брат которого сэр Генри Бингэм, 1-й баронет из Каслбара (1573—1648), был предком графов Лукан. Потомок первого барона, Джон Майкл Уорд Бингэм, 7-й барон Кланморрис (1908—1988), был сотрудником MI5 и писателем-романистом (под именем Джон Бингэм). По состоянию на 2010 год носителем титула являлся сын последнего, Саймон Джон Уорд Бингэм, 8-й барон Кланморрис (род. 1937), который стал преемником своего отца в 1988 году.
Контр-адмирал достопочтенный Эдвард Бингэм (1881—1939), младший сын пятого барона Кланморриса, получил Крест Виктории за свои действия во время Ютландского сражения (1916). Писательница-романистка Шарлотта Бингэм (род. 1942) является дочерью 7-го барона и сестрой 8-го барона Кланморриса. Внучкой 4-го барона был Сара Поллок (1879—1965), жена Александра Хоура-Ратвена, 1-го виконта Гоури (1872—1955), который был генерал-губернатором Австралии 1936—1944 годах.

## Бароны Кланморрис (1800)
- 1800—1821: Джон Бингэм, 1-й барон Кланморрис[англ.] (1762 — 18 мая 1821), первый сын Генри Бингэма (ум. 1790)[1]
- 1821—1829: Чарльз Барри Бингэм, 2-й барон Кланморрис (1796 — 3 июня 1829), старший сын предыдущего[2]
- 1829—1847: Дэнис Артур Бингэм, 3-й барон Кланморрис (22 января 1808 — 24 февраля 1847), второй сын 1-го барона, младший брат предыдущего[3]
- 1847—1876: Джон Чарльз Роберт Бингэм, 4-й барон Кланморрис (28 ноября 1826 — 5 апреля 1876), старший сын предыдущего[4]
- 1876—1916: Джон Джордж Барри Бингэм, 5-й барон Кланморрис[англ.] (27 августа 1852 — 4 ноября 1916), старший сын предыдущего[5]
- 1916—1960: Артур Морис Роберт Бингэм, 6-й барон Кланморрис (22 июня 1879 — 24 июня 1960), старший сын предыдущего[6]
- 1960—1988: Джон Майкл Уорд Бингэм, 7-й барон Кланморрис[англ.] (3 ноября 1908 — 6 августа 1988), единственный сын предыдущего[7]
- 1988 — настоящее время: Саймон Джон Уорд Бингэм, 8-й барон Кланморрис (род. 25 октября 1937), единственный сын предыдущего[8]
  - Наследник титула: Роберт Дерек де Бург Бингэм (род. 29 октября 1942), единственный сын капитана Хью Дэниса Синклера Бингэма (1914—1946), внук достопочтенного Хью Теренса де Бурга Бингэма (1885—1946), правнук 5-го барона Кланморриса, троюродный брат предыдущего[9].